# Metal Gear Acid
Metal Gear Acid (яп. メタルギアアシッド мэтару гиа асиддо, стилизовано как Metal Gear Ac!d) — пошаговая тактическая игра с элементами цифровой ККИ, разработанная  и изданная компанией Konami в составе стартовой линейки игр для портативной игровой системы PlayStation Portable. Выход в Японии состоялся 16 декабря 2004 года, в Северной Америке — 22 марта 2005 года, а в Европе — 1 сентября 2005 года. В 2008 году компания Glu Mobile выпустила версию игры для мобильных телефонов под названием Metal Gear Acid Mobile.
Выход сиквела под названием Metal Gear Acid 2 состоялся в 2005 году в Японии и в 2006 — в Северной Америке и Европе.

## Игровой процесс
Кампания Metal Gear Acid разделена на миссии, в каждой из которых нужно выполнить определённую задачу для дальнейшего продвижения по сюжету. Геймплейно игра представляет собой пошаговую тактику, в которой управление перемещением и действиями персонажей осуществляется при помощи карт. Карты делятся на несколько типов, имеющих разный эффект: оружие, действия, поддержка, предметы и персонажи. Новые карты можно находить на уровнях, получать за прохождение миссий и покупать в магазинах.
В начале каждого хода герой получает определённое число карт из колоды, после чего может разыграть их несколькими способами: переместиться по уровню, использовать эффект карты или экипировать её. У каждой карты есть показатель стоимости, показывающий, сколько времени понадобится на выполнение соответствующего действия. Суммарная стоимость разыгранных карт уменьшается во время хода противников; когда показатель достигает нуля, персонаж вновь может совершить ход. При перемещении игрок способен выбрать, в какую сторону будет смотреть герой и какую позу он примет: стоя, по-пластунски или прижавшись к стене. Также доступны особые действия: сбросить ненужные карты, ударить врага или постучать по стене, чтобы привлечь внимание противников. Состав колоды можно менять между миссиями.
Кроме одиночной кампании, в Metal Gear Acid доступен соревновательный мультиплеер для двух игроков. Также есть возможность соединить игру с Metal Gear Solid 3: Snake Eater на PlayStation 2, получив бонусное оружие.

## Сюжет
Неизвестная террористическая группировка захватывает самолёт, парализовав посредством векурония пассажиров, в числе которых — сенатор Вигго Хэч, кандидат на пост президента США. В обмен на жизни заложников террористы требуют нечто под названием «Пифагор»; как выясняется, это кодовое имя секретного проекта, работа над которым ведётся на острове Лобито в вымышленной южноафриканской стране Молони. Переговоры с властями Молони заканчиваются неудачей, и агент ЦРУ Роджер Маккой обращается за помощью к спецагенту Солиду Снейку, живущему отшельником на Аляске после своей отставки. По ходу сюжета Снейк объединяет силы с Телико Фридман, членом Команды ФБР по спасению заложников.

## Оценки
| Сводный рейтинг       | Сводный рейтинг |
| Агрегатор             | Оценка          |
| --------------------- | --------------- |
| GameRankings          | 76,70 %         |
| Metacritic            | 75/100          |
| Иноязычные издания    |                 |
| Издание               | Оценка          |
| EGM                   | 7,67/10         |
| Eurogamer             | 7/10            |
| Game Informer         | 8,25/10         |
| GameRevolution        | B-              |
| GameSpot              | 8,2/10          |
| GameSpy               | [ 16 ]          |
| GameZone              | 8,2/10          |
| IGN                   | 6,5/10          |
| OPM                   | [ 19 ]          |
| Русскоязычные издания |                 |
| Издание               | Оценка          |
| «Страна игр»          | 7,0/10          |

Рэймонд Падилья в обзоре Metal Gear Acid для сайта GameSpy отметил, что игра сильно отличается от привычных стелс-экшенов серии Metal Gear. По мнению критика, глубокая и продуманная боевая система понравится любителям жанра, но может оттолкнуть фанатов Metal Gear, ожидающих более привычного игрового процесса. Среди достоинств игры Падилья выделил детализированную графику, обилие кат-сцен и фирменную для серии историю с харизматичными персонажами. При этом сюжет Metal Gear Acid обозреватель назвал не таким интересным, как в Metal Gear Solid 3. К минусам были отнесены недостаточное объяснение игровых механик в обучении и отсутствие озвучки диалогов.
Рецензент сайта IGN Джейсон Аллен назвал Metal Gear Acid «высокотехнологичными шахматами». По его мнению, геймплей вышел затянутым из-за повторяющихся анимаций персонажей, постоянных разговоров по кодеку и необходимости ждать нужные карты. Также он отметил, что из-за пошаговых боёв противники не реагируют на стрельбу по ним и начинают действовать лишь в свой ход, что делает сражения «вялыми».
Брэд Шумейкер с GameSpot положительно оценил игру, отметив глубину карточного движка, большое количество тактических возможностей и высокую реиграбельность за счёт обилия открываемых карт, но в качестве недостатка, как и Падилья, указал нехватку объяснений механик, а также раскритиковал мультиплеер за долгое время ожидания хода.